# حسین خضری
حسین خضری (زاده ۱۳۶۱، درگذشته ۲۵ دی ۱۳۸۹) زندانی سیاسی کرد بود که در ١٦دی ۱۳۸۹ اعدام شد.

## بازداشت و زندان
وی در تاریخ ۱۰ مرداد ۸۷ در شهرستان کرمانشاه توسط نیروهای سپاه نبی اکرم آن شهرستان دستگیر شد و مدت ۴۹ روز را در اختیار نیروهای سپاه نبی اکرم کرمانشاه بود. به گفته خانواده خضری، حسین خضری در طی این زمان متحمل شکنجه‌های روحی و جسمی متعددی در زمان بازجویی‌ها شده بود.
او به اتهام اقدام علیه امنیت ملی از طریق عضویت در پژاک توسط شعبه اول دادگاه انقلاب اسلامی ارومیه و همچنین تأیید شعبه ۱۰ دادگاه تجدید نظر استان اذرباییجان غربی و تأیید این حکم از سوی شعبه ۳۱ دیوان عالی کشور به اعدام محکوم شد.
صدا و سیمای جمهوری اسلامی در خبری اتهامات حسین خضری را "شرکت در عملیات مسلحانه و کشتن یکی از ماموران نیروی انتظامی در پاسگاه مرزی گل شیخان شهرستان ارومیه در سال ۱۳۸۳" عنوان کرده است.
حسین خضری پیش تر تمامی این اتهامات را رد کرده بود و در ملاقات با خانواده اش از تلاش مأموران وزارت اطلاعات برای اخذ اعترافات تلویزیونی دروغین از وی خبر داده بود.
او سیزده روز پیش از اعدام به سلولهای انفرادی زندان ارومیه منتقل و پس از پیگیری‌های خانواده اش با برادرش برای آخرین بار ملاقات کرد و سپس مجدداً به سلول انفرادی منتقل شد.
کاترین اشتون، رئیس سیاست خارجی اتحادیه اروپا، در اردیبهشت‌ماه ۱۳۸۹ از جمهوری اسلامی درخواست کرد تا احکام اعدام زینب جلالیان و حسین خضری را لغو کند.
وی در نامه‌ای که در اختیار خبرگزاری هرانا قرار داد شکنجه‌های جسمی خود را به قرار زیر اعلام کرد:
۱- کتک زدن به مدت چندین ساعت در هر روز
۲- ایجاد فشار روحی و روانی در حین بازجویی
۳- تهدید بازجویی‌هایم مبنی بر آنکه اگر آن مواردی که ما می‌گوییم قبول نکنی به برادر و داماد خانواده شما می‌توانیم برچسب فعالیت‌های غیرقانونی علیه نظام بزنیم
۴- ضربه زدن با لگد به اندام‌های تناسلی من و خونریزی و تورم آن نواحی از بدنم به مدت چهارده روز
۵- پارگی پای راستم تقریباً به اندازه ۸ سانتیمتر به علت ضربه محکم پای بازجو که هنوز قابل مشاهده است
۶- وارد کردن ضربات متعدد به تمامی بدنم با باتوم

## اعدام
حسین خضری در حالی در ١٥ دی ۱۳۸۹ در زندان ارومیه اعدام شد که وکیل و خانواده این زندانی از اجرای حکم اعدام وی اطلاع نداشتند و این حکم به صورت مخفیانه در زندان ارومیه به اجرا درآمد.